# 施梅尔茨
施梅尔茨（德語：Schmelz）是德国萨尔州的一个市镇。总面积58.64平方公里，总人口16622人，其中男性8149人，女性8473人（2011年12月31日），人口密度283人/平方公里。

## 友好城市
- 法國 米特里-莫里